# もつカレー

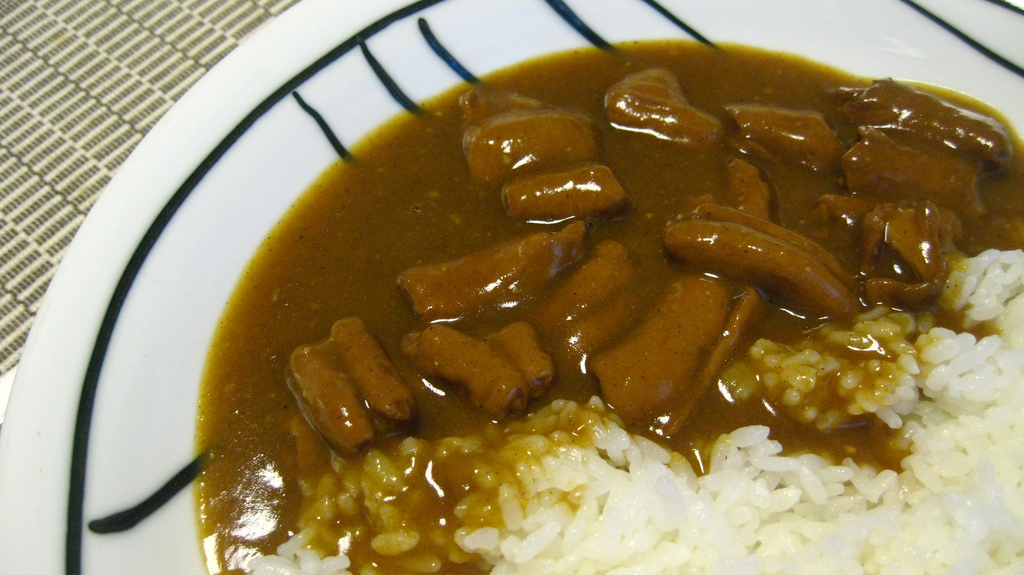
もつカレー

もつカレーは、静岡県静岡市清水区を中心に食されているご当地グルメである。

## 概要

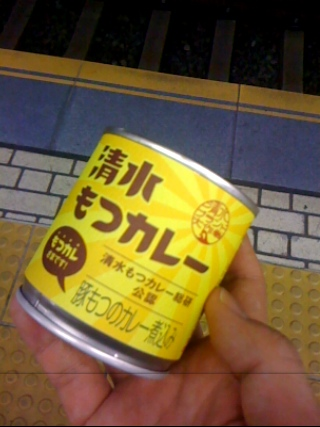
はごろもフーズの「清水もつカレー」

元々は、カレー味の「もつ土手煮」であった。現在では、串に刺してビールなどの肴としてのほか、もつを具材としたカレーライスとして供される。

## 沿革
1950年、清水市（現在の静岡市清水区）にある「金の字」本店にて、もつにカレー味をつけたのが始まりとされる。初代店主の杉本金重は満洲国にてカレーの技法を習得しており、シベリアからの帰国後、愛知県名古屋市の郷土料理である土手煮を参考にしつつ考案したオリジナルメニューである。「金の字」では2019年初時点でもカレーを継ぎ足ししながら使っている。もつの臭みはカレーだけでは相殺できないため、午後5時の開店に備えて午前中からもつを丁寧に洗う下拵えを行う。
現在では、JR清水駅近辺の居酒屋にて、定番メニューにもなっている。また、静岡市に本社を置くはごろもフーズでは、もつカレーを缶詰化した「清水もつカレー」缶を販売しており、家庭でも手軽に食することができるようになった。